# Jean-Louis Vaudoyer
Jean-Louis Vaudoyer (Plessis-Piquet, 10 de septiembre de 1883 - París, 20 de mayo de 1963), fue un historiador del arte y escritor francés. Muy prolífico, fue autor de novelas, poemas, libros de viaje (sobre todo por Italia y Provenza), así como prólogos, ensayos y artículos. También ejerció la crítica de arte y la crítica literaria.
Se formó en la École du Louvre (1904). Estuvo vinculado al Museo de las Artes Decorativas de París. En el campo editorial, trabajó como director de colección en los años 1920, y de nuevo a partir de 1947. Fue comisario de exposición y posteriormente conservador del Musée Carnavalet (dedicado a la historia de París) entre 1934 y 1941; administrador de la Comédie-Française entre 1941 y 1944 y miembro de la Académie française a partir de 1950.
Era considerado un erudito con reputación de "hombre honesto, de francés clásico", como le describió Maurice Martin du Gard. Acusado por François Mauriac de colaboracionismo con la ocupación alemana de Francia, fue exonerado por un jurado de honor, recibiendo las excusas de Mauriac.

## Biografía

### Juventud
Jean-Louis Vaudoyer pertenecía a una familia de arquitectos por su padre Alfred Vaudoyer y de editores por su madre Geneviève Bréton (familias con las que intercambió al menos 2600 cartas a lo largo de su vida).
Estudió en el Lycée Carnot de París, donde entabló amistad con Robert de Traz (se ha propuesto que su origen protestante y meridional le aproximó tanto a él como a otros futuros directores de la Revue de Genève). Posteriormente se formó como artesano de vitrales y siguió los cursos de la École du Louvre. Denise Bourdet también le atribuye una formación en lengua rumana (diploma en lengua rumana oriental). En 1904 Louis Metman, conservador del Musée des arts décoratifs de Paris, que estaba preparando su instalación de 1905 en el Pavillon de Marsan, le solicitó su asistencia como agregado (attaché) en la publicación de un nuevo inventario razonado.

### Belle époque: comienzos en la prensa y la vida literaria parisina

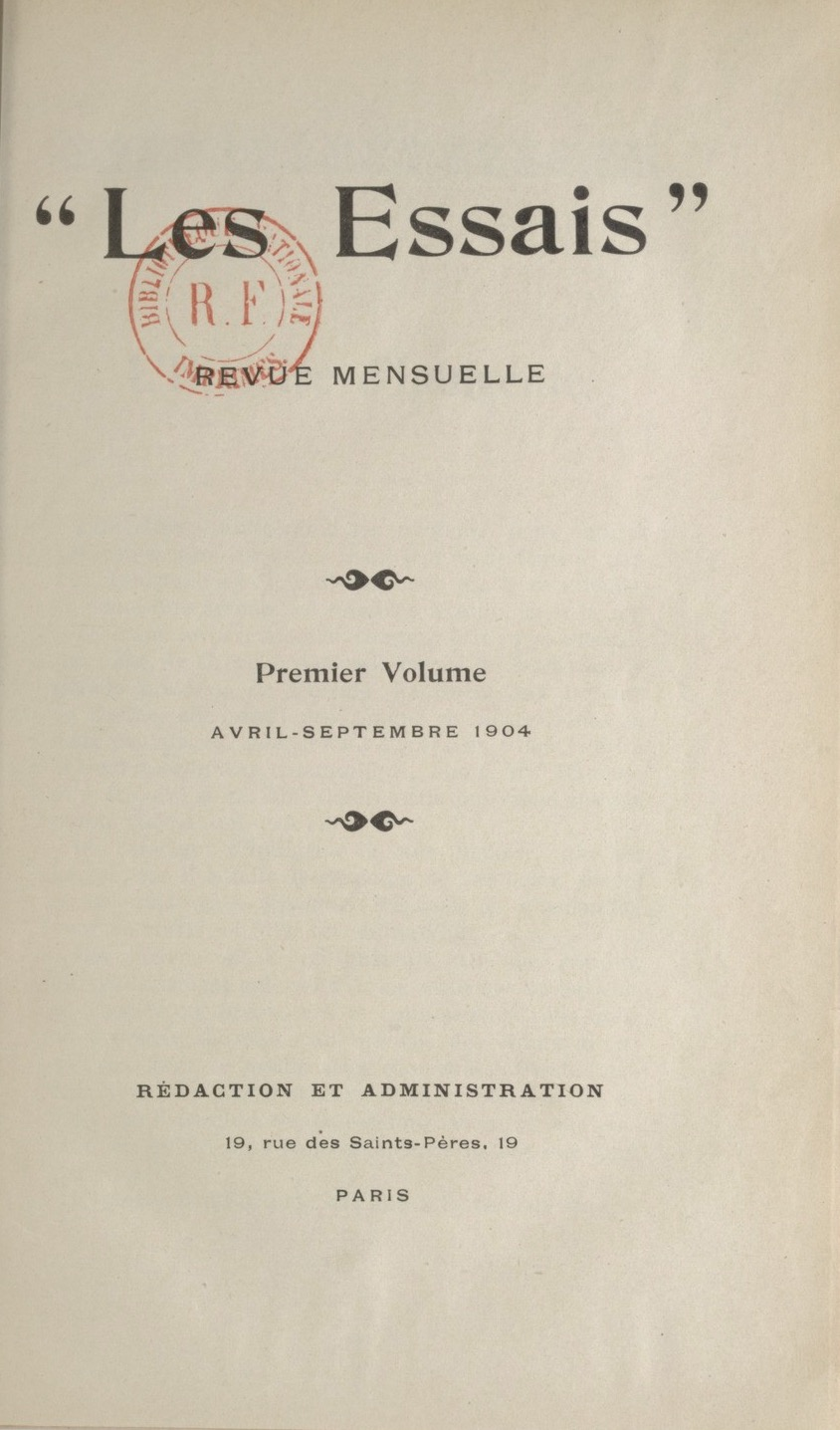
Les Essais, abril-octubre de 1904.

Jean-Louis Vaudoyer "debutó en las bellas letras, como poeta, bajo el patrocinio espiritual de Maurice Barrès, Henri de Régnier  y Jean Moréas", escribió un periodista de Comœdia en 1926.
Fundó con el apoyo de su cuñado Daniel Halévy una revista literaria mensual, Les Essais, cuyo primer número salió en abril de 1904 y que se mantuvo hasta 1906, alojada en la imprenta de Philippe Renouard. Robert de Traz se encargó de la administración. Animando la revista, Anna de Noailles le presentó a sus amigos, entre otros Marie de Heredia, con la cual Vaudoyer mantuvo una breve relación sentimental. Tuvo dos secretarios de redacción: Eugène Marsan y Henri Martineau (que crearon después la revista Le Divan, donde Vaudoyer publicó también poemas y artículos). Entre los redactores de Les Essais estuvieron Pierre Hepp, Catherine Pozzi, Émile Despax, Ernest Psichari, Charles Ferdinand Ramuz, Fernand Divoire, Walther Straram, Jacques Copeau y otros. La revista no se interesaba ni en lo social ni en lo político; y se caracterizaba por el esteticismo y el eclecticismo.
Integrado en la sociedad parisina y convertido en una figura del Tout-Paris literario, frecuentaba el salón de madame Augustine Bulteau donde coincidía con escritores, músicos y pintores: Henri Chervet, André du Fresnois, René Dalize, Alain-Fournier, Paul Drouot (jóvenes escritores que morirían en la Primera Guerra Mundial), así como Edmond Jaloux, con el que se reencontrará en Venecia por primera vez en 1906. Los dos pertenecían al club des Longues moustaches en el que se reunían autores que rendían culto a Italia y en particular a Venecia (una Italia del pasado, habitada por las sombras de Stendhal, Goethe o Hippolyte Taine, la de poetas, artistas y pintores como Ambrogio Bergognone o Lorenzo Lotto). También coincidía con Jacques Boulenger, Henri Clouard, François Fosca, Henri Farge o Jean Giraudoux. Participaba en los jueves literarios que animaba, muy entrada la noche, Paul-Jean Toulet en el Café de la Paix de la rue Auber. Allí se relacionaba con Catherine Pozzi, Déodat de Séverac, Francis de Miomandre, René Boylesve (que le recibía en su salón y a quien Vaudoyer evocará con afecto en Souvenirs de la rue des Vignes) o François Mauriac (con quien también coincidía en el salón de Jeanne Meyer).

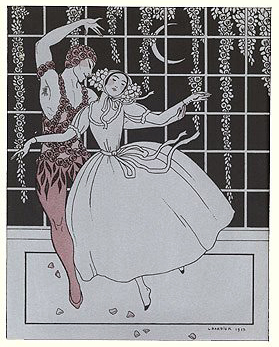
Plantilla (pochoir) de George Barbier en Album dédié à Tamara Karsavina, texto de Jean-Louis Vaudoyer, 1914.

Interesado en el teatro y la música, quedó impresionado por los Ballets Rusos y envió a Léon Bakst un argumento a partir de un poema de Théophile Gautier para conmemorar el centenario de su nacimiento, que será aceptado por Sergei Diaghilev y se concretará en el ballet Le Spectre de la rose (estrenado en la Ópera de Montecarlo en 1911 con coreografía de Michel Fokine sobre la música de L'invitation à la valse de Carl Maria von Weber orquestada por Hector Berlioz), en el que el héroe (interpretado por Vaslav Nijinski) es el juguete de los sueños de la heroína (por Tamara Karsavina). Escribió otras obras menos conocidas para el teatro: la Nuit persane (estrenada en 1911 en el Théâtre des Arts dirigido entonces por Jacques Rouché), le Couvent sur l'Eau (para el teatro lírico, ballet en dos actos y cuatro tableaux sobre música de Gabriel Fauré, estrenado en la Scala de Milán el 7 de febrero de 1925), Promenades dans Rome (llamado así en homenaje a Stendhal, era un divertissement en un acto y cuatro tableaux con coreografía de Serge Lifar sobre música de Marcel Samuel-Rousseau, estrenado en la Ópera Garnier el 14 de diciembre de 1936).
En 1910 se instaló en un apartamento de la rue de Montpensier cerca del Palais-Royal, donde acogió convites literarios que reunían a amigos escritores que compartían disposición al deleite artístico, es decir, al dilettantisme, el amor a lo bello, la admiración por Paul Bourget y su atracción por Venecia, así como el rechazo a las clasificaciones o compartimentaciones escolares. Ese mismo año recibió el Prix Jules-Davaine por su novela La bien-aimée.
En el otoño de 1912 Lucien Vogel le solicitó, como a otros escritores dandys, entre los cuales estaba su amigo Henri de Régnier, textos para la Gazette du bon ton, dedicada a la moda, es decir, a los modistas de la época, como Louise Chéruit, Georges Dœuillet, Jacques Doucet, Jeanne Paquin, Paul Poiret, Redfern o Worth.
Tras la publicación en 1913 de son recopilatorio Poésies, en 1914 recibió el Prix d'Académie.

### Primera Guerra Mundial
Aunque declarado réformé ("no apto para el servicio"), permaneció en filas durante toda la Primera Guerra Mundial, desde agosto de 1914. Sirvió sucesivamente como secretario de estado mayor, militaire du train des équipages y después en artillería. Terminó la guerra con el grado de maréchal-des-logis. Al fin de la guerra fue condecorado con la Croix de Guerre y la Ordine della Corona d'Italia.
En vísperas de la muerte de Charles Péguy, en septiembre de 1914, su hermano Michel Vaudoyer murió en la Batalla del Marne.
En 1916 publicó La stèle d'un ami en homenaje al vizconde Paul Drouot, muerto en combate; y en 1918 Les permissions de Clément Bellin.

### Entreguerras
El 10 de octubre de 1919, con treinta y seis años, se casa con la joven Frédérique Weber (1900-1984), con la que tuvo dos hijas: Geneviève (1921-1983, voluntaria en Les Rochambelles, sirvió en ambulancias y en una unidad de paracaidistas) y Daphné (1930-2011, traductora y escritora).
El periodo de entreguerras fue particularmente productivo para Jean-Louis Vaudoyer: multiplica sus contribuciones en revistas literarias como la Revue critique des idées et des livres (1908-1924), la Revue de Paris, La Revue de Genève, La Revue hebdomadaire, La Vie des Lettres et des Arts, Les Écrits nouveaux, Les Nouvelles littéraires y la Revue des Deux Mondes, así como la Gazette des beaux-arts, Art et Décoration o Revue de l'art ancien et moderne.
También durante este periodo publicó varias obras sobre Provenza (que había conocido muy joven, acompañando a su padre cuando restauró la catedral de Marsella), sus pueblos y fuentes, su cultura, sus autores y artistas, como Théodore Aubanel, Jean-Joseph Bonaventure Laurens, Joseph d'Arbaud, Paul Arène, Élémir Bourges, Joachim Gasquet o Pierre Puget. El 25 de abril de 1925 presidió la Saison d'Art organizada por el ayuntamiento de Aix-en-Provence. En 1929 inauguró el museo de la Faïence de Moustiers (fayenza de Moustiers-Sainte-Marie).
En 1921, tras haber publicado un artículo en l'Opinion sobre la Exposition hollandaise ("exposición holandesa") del  Jeu de Paume, Marcel Proust, con el que venía manteniendo correspondencia e intercambio de ideas desde hacía tiempo, le pide que le acompañe a visitarla, dada su frágil salud, para volver a ver la Vista de Delft de Vermeer. Esta visita inspirará a Proust el pasaje de la muerte de Bergotte en La Prisonnière. Se ha propuesto que Vaudoyer sería el autor del famoso cuestionario de Proust.

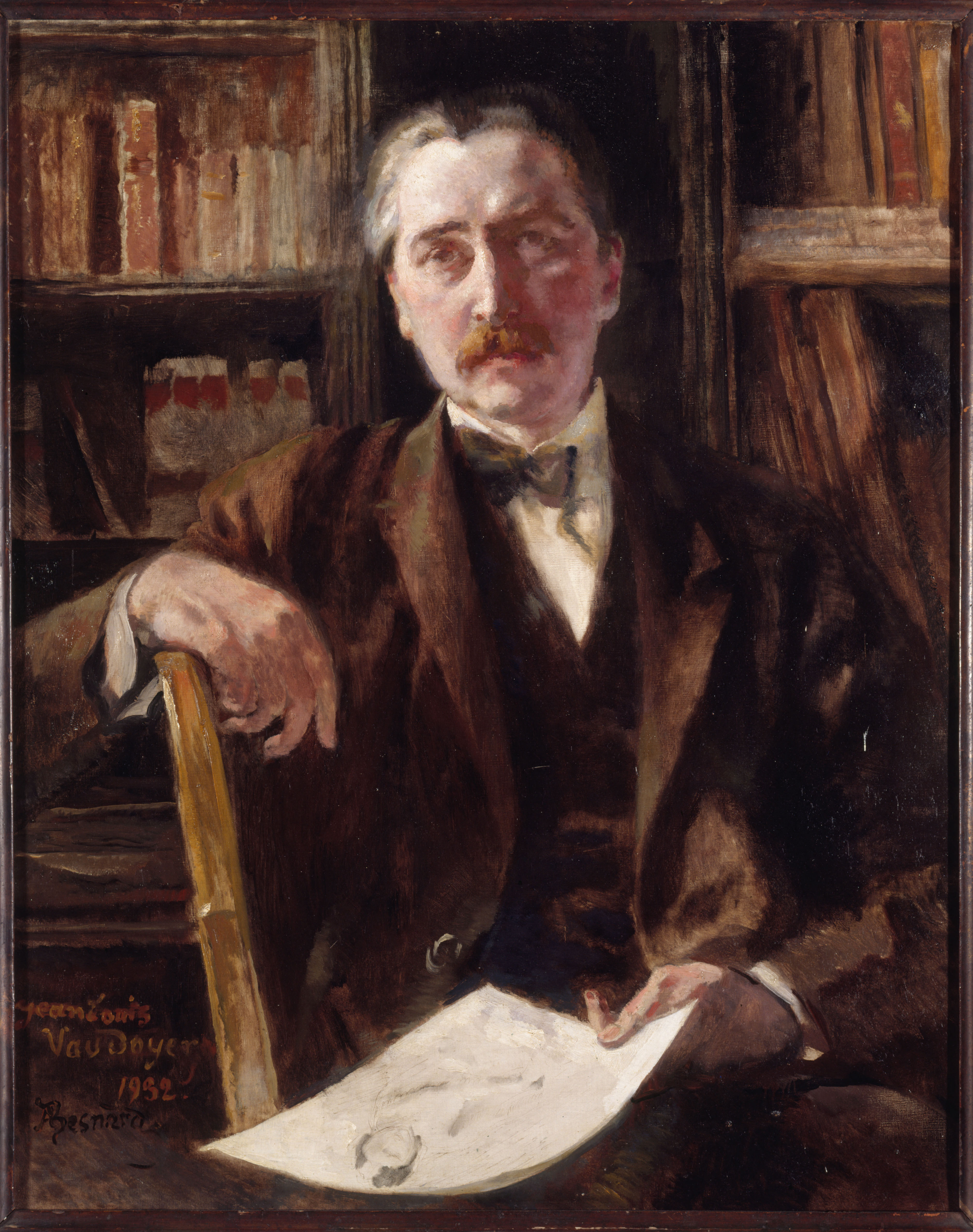
Retrato de Jean-Louis Vaudoyer, por Albert Besnard, 1932 (Musée Carnavalet).

Entre 1923 y 1927 produjo una novela cada año.
Entre 1926 y 1931 dirigió la colección  Portraits de la France de la editorial Émile-Paul Frères. Los 34 volúmenes de esta colección se encargaron a escritores que describían por lo general su lugar o región natal. Se editaron en gran tirada de gran calidad, en papel vélin y con portada de artista. Entre 1927 y 1932, para la misma editorial, dirige la colección  Ceinture du monde. Retomará la misma actividad a partir de 1947 con la colección Colombelle para Vieux Colombier.
Cuando París se disponía a acoger la exposition internationale des arts décoratifs et industriels modernes (para la cul fue miembro del comité de admisión y del jurado de la clase 24), los grandes almacenes Printemps recurrieron a él como experto para dirigir una sección titulada les Nouveaux Magasins du Printemps jugés par un critique d’art en una plaquette con ocasión de su reapertura el 16 de junio de 1924 tras las obras de reparación y ampliación llevadas a cabo por Georges Wybo tras el incendio de 1921. En marzo de 1928, en el Congreso de la prensa latina de La Habana, representó, junto con Louis Aragon, a la Revue des Deux Mondes. En el mismo año recibió el Grand prix de littérature de l'Académie française por el conjunto de su obra.

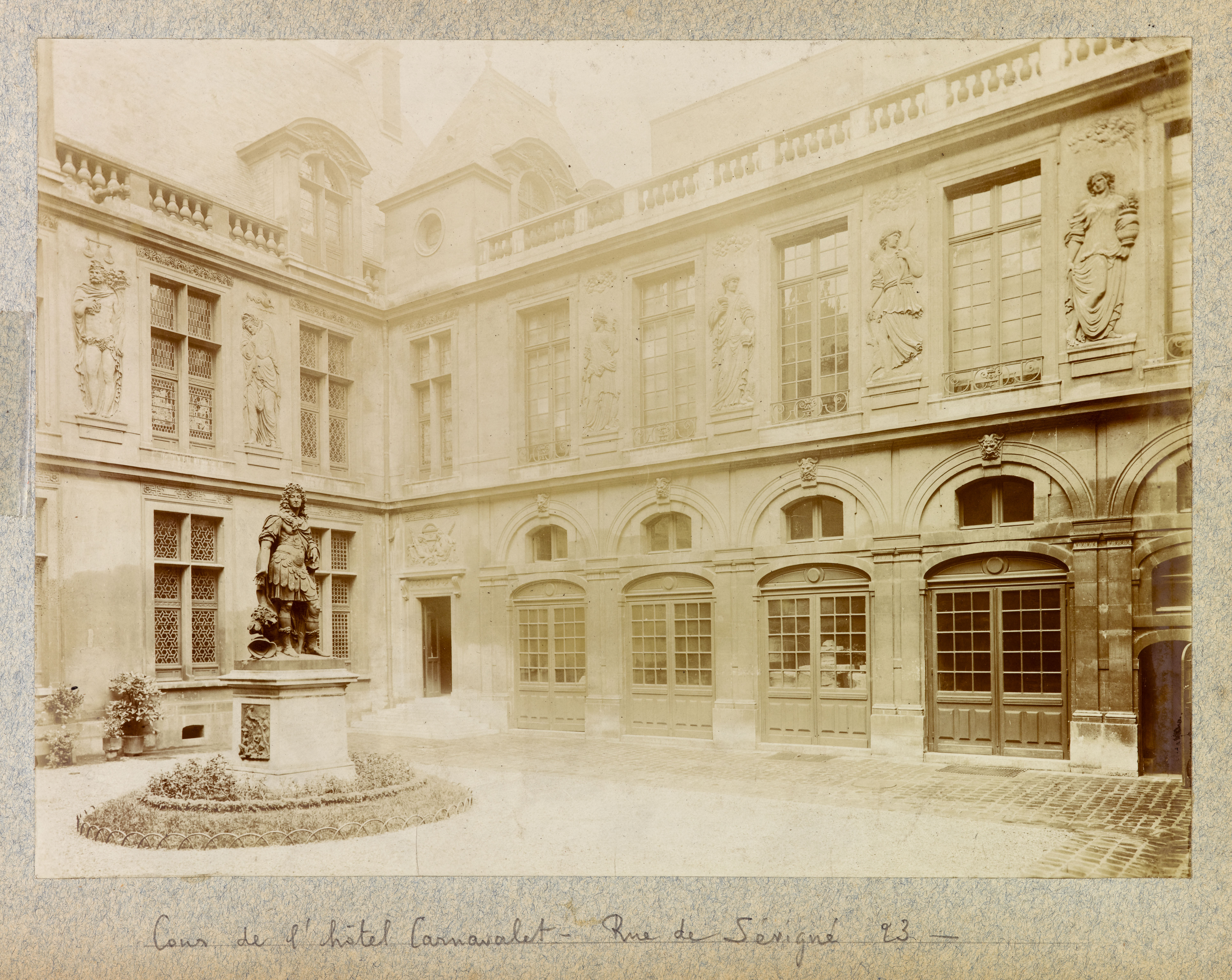
Musée Carnavalet, cour d'honneur.

En 1932, cuando la École nationale supérieure des beaux-arts se vinculó al ministerio de educación nacional, se le nombró jefe del servicio administrativo de los museos nacionales y participó en la primera exposición sobre el pintor Théodore Chassériau, para la que redacta el prólogo del catálogo. En 1934 se le nombró conservador del Musée Carnavalet. El mismo año, para el cuarto centenario de la muerte de Correggio, organizó una exposición en el Musée de l'Orangerie que sirvió de sala de exposición temporal del Carnavalet. En 1936, organizó una exposición sobre Jean Béraud, "pintore de la vida parisina"; luego, en 1937 otra sobre el Bois de Boulogne en el Château de Bagatelle. Por el ciento cincuenta aniversario de la Revolución francesa, en 1939, el Musée Carnavalet propuso una exposición titulada La Révolution française dans l'histoire, dans la littérature, dans l'art ("la Revolución francesa en la historia, en la literatura y en el arte").
Vaudoyer siguió redactando prólogos o avant propos para otros catálogos de exposiciones en la Orangerie, el Carnavalet, el Musée des arts décoratifs, la Galerie Charpentier o el Musée Jacquemart-André.
En 1936 Édouard Bourdet, administrador de la Comédie-Française, le eligió para dirigir las Matinées poétiques du samedi ("mañanas poéticas del sábado") con Pierre Bertin.

### Segunda Guerra Mundial: administración de la Comédie-Française (marzo de 1941-marzo de 1944)

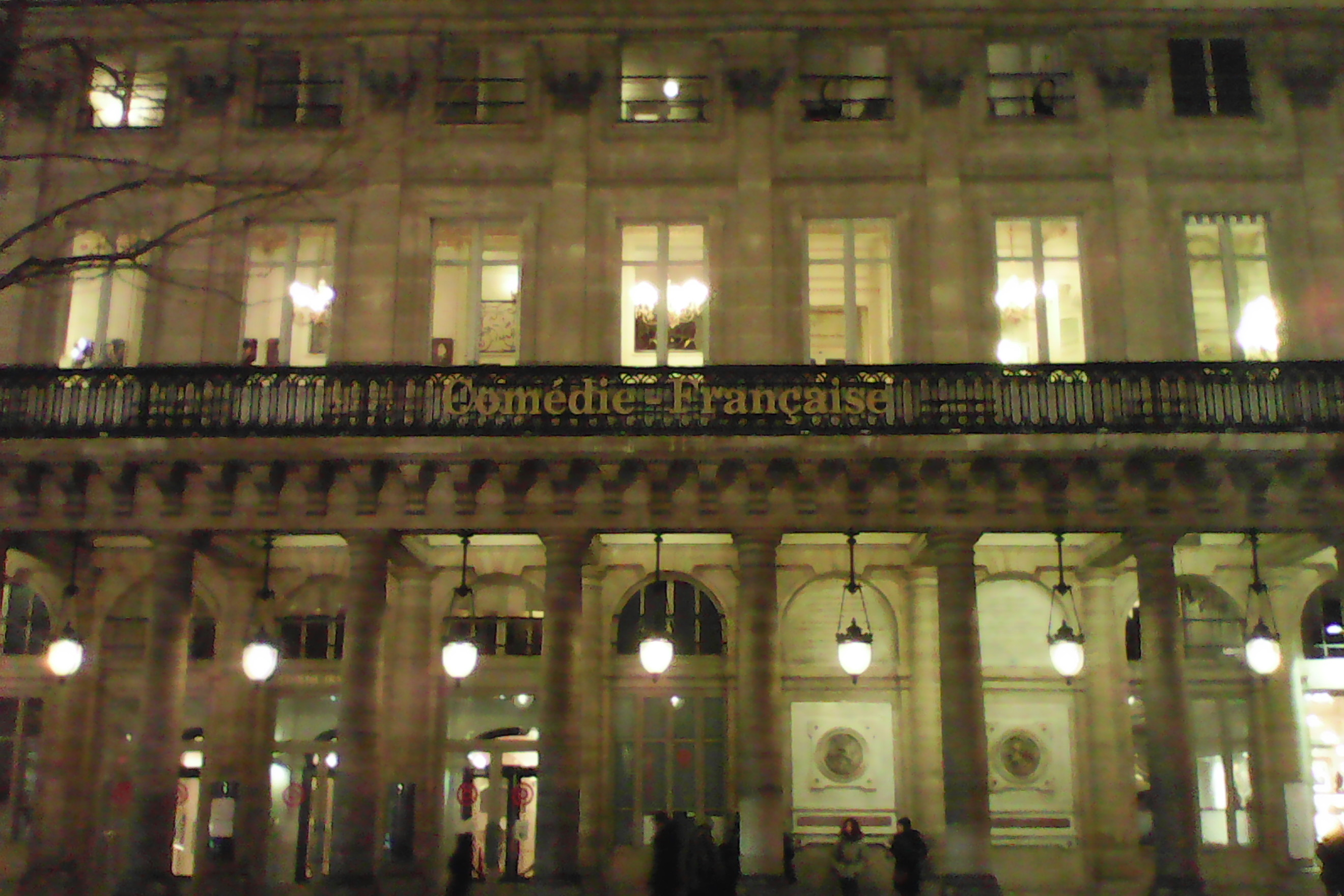
Fachada de la Comédie Française.

Cuando el gobierno francés se repliega a Burdeos (11 de junio de 1940) Jean-Louis Vaudoyer confía a su mujer y su hijo a François Le Grix para que les conduzca en lo que luego se llamó la ruta del éxodo, que en su caso les llevó con algunos conocidos al Domaine de Malagar, casa familiar de François Mauriac.
El 4 de marzo de 1941, el secretario de Estado del gobierno de Vichy, Jérôme Carcopino, le nombró administrador de la Comédie-Française sustituyendo a Jacques Copeau; y el 7 de julio de 1941, por decreto, presidente del Comité d'Organisation des Entreprises du Spectacle. Los siete miembros permanentes de este organismo, creado el 16 de agosto de 1940 para no dejar al ocupante la tarea de aplicar las leyes contra judíos y extranjeros, debían permitir o negar licencia a cualquier empresa de espectáculos, o financiarlos o no, excepto en lo tocante al Comité d'organisation de l'industrie cinématographique. Poco interesado, Vaudoyer se recusa nueve meses más tarde y es reemplazado por René Rocher en abril de 1942.
Los historiadores François Broche y Jean-François Muracciole recuerdan que "a pesar de la salida de Jacques Copeau en marzo de 1941 (tras haberse olvidado de bajar el telón durante una manifestación estudiantil) y la expulsión de los miembros judíos, ya decretada en 1940, la Comédie-française ocupó siempre en el paisaje cultural parisino un lugar preeminente: «Los alemanes comprendieron bien la necesidad de preservar el prestigio de la casa de Molière, vitrina brillante de una Francia golpeada en el plano nacional»." Otros recogen que la llegada de Vaudoyer como nuevo administrador de un teatro subvencionado en zona libre, encarnó perfectamente su misión; fomentar la creación de piezas modernas junto al repertorio clásico.
Nombrado contra el consejo del director general de Bellas Artes Louis Hautecœur, su gestión se caracterizó por una constante preocupación por mantener el orden, más que la armonía, en una casa inquietada permanentemente por disputas personales. Sin enfeudarse con el nuevo régimen, abiertamente "atentista" (attentiste), sin embargo se vio obligado a ir a Vichy en al menos dos ocasiones para discutir allí las reformas administrativas y las subvenciones (abril de 1941) y asistir a la cena de clausura de la gira del Théâtre-Français en la zona sur, en presencia del mariscal Philippe Pétain (marzo de 1942). Además, asistió a recepciones ofrecidas por la embajada de Alemania, aunque sin hacerse notar.
Para algún estudio, su mayor error fue recurrir como conferenciante a Robert Brasillach para un après-midi dedicado a Corneille, pero incluso su gestión no fue considerada como colaboracionista, puesto que si Vaudoyer aceptó programar a compañías alemanas, fue para poder negociar compensaciones, como la liberación de Jean Yonnel. También consta su protección a empleados judíos y sus negociaciones que permitieron la liberación de comediantes presos o enviados al Servicio del Trabajo Obligatorio. A lo largo del año 1942 Jean-Louis Vaudoyer se esforzó por evitar una programación al único servicio de la propaganda y de los alemanes presentes en París; aceptando programar la compañía del Bayerisches Staatsschauspiel, se permitió montar Fedra a Jean-Louis Barrault. Para equilibrar la Ifigenia en Táuride de Goethe, programó simultáneamente las versiones de Eurípides y la de Racine. Para obtener tales resultados, debió eludir las opiniones de los consejeros franceses del Propagandastaffel. Permitió la entrada de Georges Feydeau en el repertorio, invitó a Raimu y a los artistas Jean-Denis Malclès o Raoul Dufy para la realización de los decorados. Mony Dalmès y Jean Desailly fueron nombrados societarios y Jacques Charon se integró en la compañía. A pesar del toque de queda impuesto desde las diez de la noche, las alertas aéreas, la escasez de combustible, de materiales, de gasolina, de electricidad, las temporadas de 1942 y 1943 estuvieron entre las más brillantes de la historia de la institución, con creaciones que entraron en el repertorio, como Soulier de satin ou le pire n'est pas toujours sûr de Paul Claudel montada por Jean-Louis Barrault, Renaud et Armide de Jean Cocteau o La Reine morte de Henry de Montherlant (sugerida al autor por el propio Vaudoyer).

Si j'ai accepté [……] d'être administrateur de la Comédie-Française, dira-t-il, cela n'a pas été […] pour me rallier au vainqueur, mais pour préserver de l'emprise de celui-ci une grande institution française.
"Si yo acepté... ser administrador de la Comédie-Française, dijo, no fue... para apoyar al vencedor, sino para preservar de su influencia a una gran institución francesa".

Eso precisamente fue lo que le reprochó el nuevo ministro de educación nacional Abel Bonnard, quien, el 23 de marzo de 1944 acabó por obligarlo a dimitir.
Le sucedieron varios administradores interinos. Tras la Liberación fue Pierre Dux quien dirigió provisionalmente la administración del teatro.

### Académie française

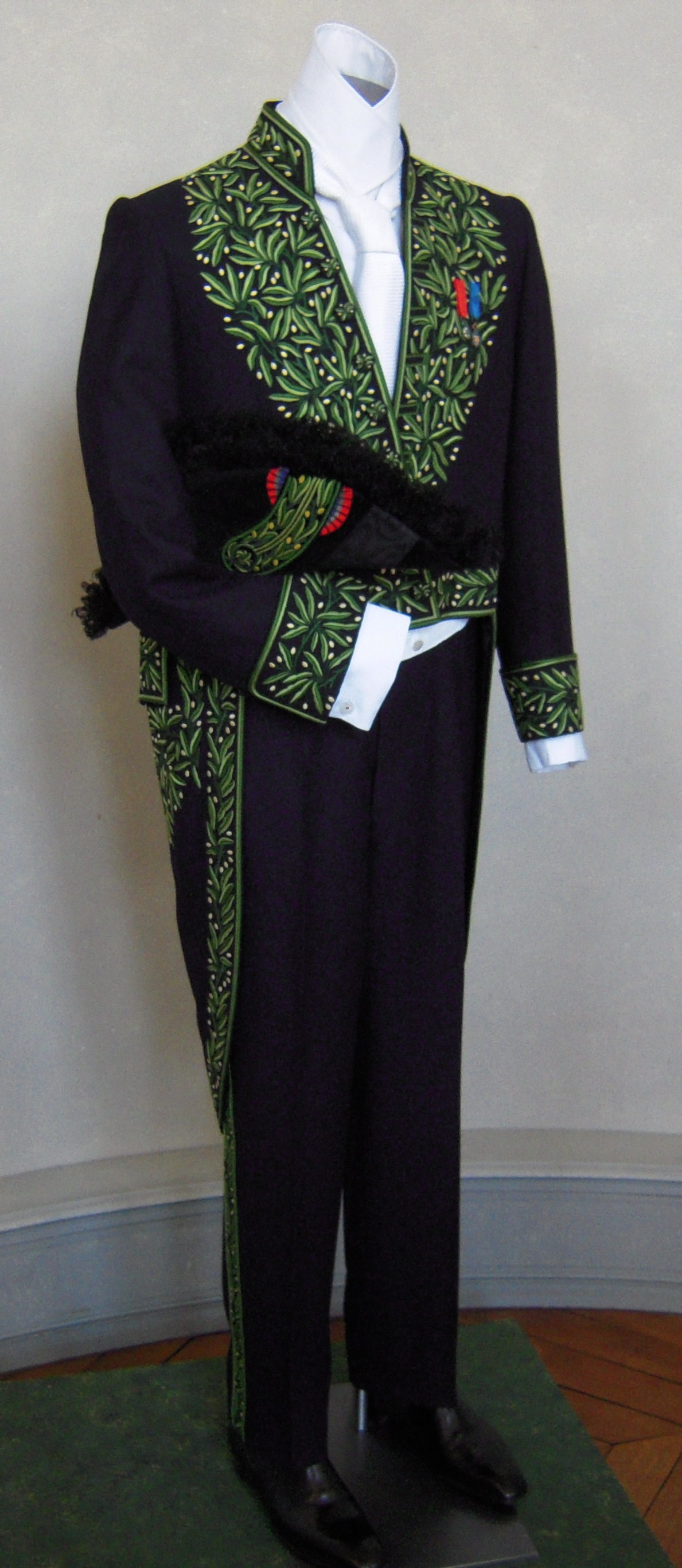
Traje verde de académico. Para la ceremonia de ingreso Jean-Louis Vaudoyer utilizó el de su abuelo.

Jean-Louis Vaudoyer, que ya había intentado el ingreso en la Académie française en 1935 y 1936, fue animado a presentarse de nuevo ("su nombre circula, no había todavía presentado su candidatura") cuando, el 9 de mayo de 1946, más de diez y ocho meses tras la liberación, durante una sesión François Mauriac, a pesar de ser su amigo, se opuso alegando que había colaborado con la ocupación alemana. Jean-Louis Vaudoyer, escandalizado, exigió la constitución de un Jury d'honneur ("jurado de honor"). Se ha propuesto que se trataba de un asunto personal, dado que Mauriac le guardaba rencor porque durante la ocupación Vaudoyer se había negado a montar dos de sus obras (notablemente Les mal aimés). El jury d'Honneur Vaudoyer-Mauriac, presidido por el consejero de Estado Paul Grunebaum-Ballin y compuesto por cuatro escritores del Comité national des écrivains (CNE, órgano de la résistance littéraire -"resistencia literaria"-, emanación del Front national des écrivains que se había fundado en 1941 a iniciativa del Partido Comunista Francés): Alexandre Arnoux (d'une exemplaire pureté -"de una pureza ejemplar"-), André Chamson (ex-comandante del maquis), Jean-Jacques Bernard (internado en el Camp de Royallieu o de Compiègne -el Frontstalag 122, llamado "de la muerte lenta"-) y Jean Cassou (herido gravemente al final de la guerra), dio su veredicto el 17 de junio de 1946: Jean Louis Vaudoyer «ne peut être qualifié de collaborateur et n'a commis aucune faute contre l'honneur» ("no puede ser calificado de colaboracionista ni ha cometido ninguna falta contra el honor").
Cinco años más tarde Mauriac presentó sus excusas a Vaudoyer y le escribió: 

Dans la mesure où j’ai eu tort, où j’ai été injuste, où j’ai réagi trop violemment, le chrétien que j'essaie d'être (hélas!) vous demande pardon et vous embrasse.
"En la medida en que estaba equivocado, en lo que he sido injusto, en lo que he reaccionado demasiado violentamente, el cristiano que intento ser (¡ay!) le pide a usted perdón y le abraza."

Jean-Louis Vaudoyer fue elegido académico el 12 de enero de 1950 ocupando el sillón 33, sucediendo a Edmond Jaloux. Fue recibido por Émile Henriot el 22 de junio del mismo año. En cuanto a su competidor, Antoine de Lévis-Mirepoix, quedaba entendido que no iba a ser elegido en esa ocasión, pero que más adelante la Academia lo tendría en cuenta, cosa que ocurrió tres años después.
El 24 de septiembre de 1950 Vaudoyer pronunció el discurso oficial de apertura de las journées stendhaliennes en el Teatro Regio de Parma. El 23 de mayo de 1957 dio la respuesta al discurso de recepción de André Chamson en la Academia.
La Académie française recuerda que 

le terme d’élégance le définissait, et Maurice Martin du Gard le décrit dans ses Mémorables dans les termes suivants: «Une politesse égale, sans flatterie, point de masque, c’est l’honnête homme, le Français classique qui rend aimable la rectitude, séduisant le scrupule, plaît par une harmonieuse alliance de la bonne grâce et du bon sens ; esprit libre, ardent, mais sans délire, réglé et voluptueux»
"el término elegancia le definía, y Maurice Martin du Gard le describe en sus Mémorables en los términos siguientes: «Una cortesía igual, sin adulación, sin máscara, es el hombre honesto, el francés clásico que hace amable la rectitud, seductor el escrúpulo, agrada por una armoniosa alianza de la buena gracia y el buen sentido; espíritu libre, ardiente, pero sin delirio, regulado y voluptuoso»".

### Últimos años
Jean-Louis Vaudoyer, que ya había acumulado los puestos de miembro de la Société des amis du Louvre, de la Société de l'histoire de l'art français, del comité de dirección de la Association du Foyer de l’Abbaye de Royaumont, además del de académico, murió el 20 de mayo de 1963 en su domicilio del VII Distrito de París tras une longue et éprouvante maladie ("una larga y difícil enfermedad"). Fue enterrado en el pequeño cementerio de Jouy-en-Josas.
Marcel Brion le sucedió en el sillón 33 de la Académie y pronunció su discurso de recepción el 10 de diciembre de 1964 en homenaje a su predecesor.
Dos calles llevan su nombre en sendas ciudades de Provenza: Aviñón y Aix en Provence; y está representado al lado de Camille Soula en el tríptico de Marc Saint-Saëns titulado Le Parnasse occitan (diciembre de 1934), fresco mural de la Bibliothèque d'étude et du patrimoine de Toulouse.

## Obras principales
Además de sus obras sobre los poetas Alphonse de Lamartine, Gérard de Nerval y Théophile Gautier, sus textos sobre música y ballet, sus prólogos y numerosos artículos sobre arte conservados en la biblioteca del Institut national d'histoire de l'art (openBibArt), en el Rijksbureau voor Kunsthistorische Documentatie de La Haya, en la Frick Art Reference Library de la Frick Collection de Nueva York, o en el Getty Research Institute de Los Ángeles,
la Académie française cita las obras siguientes :
- 1907 : Quarante petits poèmes
- 1908 : La Commedia
- 1908 : L'amour masqué
- 1908 : Stances et élégies
- 1909 : La bien-aimée, (Prix Jules Davaine)
- 1910 : Suzanne et lItalie
- 1912 : La Maîtresse et l'Amie
- 1913 : Poésies, 1906-1912
- 1914 : Album dédié à Tamara Karsavina
- 1914 : Poésies, (Prix de l'académie)
- 1914 : Propos et promenades
- 1916 : La stèle d’un ami
- 1918 : Les permissions de Clément Bellin
- 1919 : Les papiers de Cléonthe
- 1920 : Le dernier rendez-vous
- 1920 : Le musée de l’Union centrale des Arts décoratifs au Pavillon de Marsan
- 1920 : Un album de dix dessins sur la danse
- 1921 : Peau d’ange
- 1921 : Rayons croisés
- 1922: L'album italien
- 1923 : La reine évanouie
- 1923 : Ombres portées
- 1924 : Les délices de l'Italie
- 1924 : Campagne d’Italie
- 1925 : Deux maisons de peintres
- 1925 : Les plaisirs d’hier
- 1925 : Raymonde Mangematin
- 1926 : Éloge de la gourmandise
- 1926 : Le chant du rossignol
- 1926 : Beautés de la Provence[31]
- 1927 : En France
- 1927 : Franges
- 1927 : Premières amours
- 1928 : Les Saintes-Maries-de-la-Mer
- 1928 : Nouvelles beautés de la Provence
- 1929 : George Barbier
- 1929 : Nuit à l’hôtel Beaux-Monts
- 1930 : Alice Ozy, ou l’Aspasie moderne
- 1930 : Esquisses havanaises
- 1931 : Donne-moi ton cœur
- 1931 :  D’Athènes à La Havane, via Berlin
- 1931 : Souvenirs de la rue des Vignes
- 1933 : Fauteuil XIII
- 1934 : Italiennes
- 1935 : Cartes et estampes
- 1935 : Le baron Arthur Chassériau
- 1936 : Ambroise Paré et les Valois
- 1936 : Italie, des Alpes à Sienne
- 1936 : Préface de Mon beau Midi de Tony Burnand
- 1937 : Watteau
- 1938 : «La Rose»
- 1945 : L'Homme et les Dieux
- 1945 : Trois bouquets provençaux
- 1946 : CLX petits faits vrais
- 1946 : Le souvenir de Marcel Mallet
- 1947 : Les peintres provençaux, de Nicolas Froment à Paul Cézanne
- 1947 : Dédié à l'amitié et au souvenir
- 1948 : Fontaines de Provence
- 1948 : Les Impressionnistes, de Manet à Cézanne
- 1949 : Piero della Francesca
- 1950 : Italie retrouvée
- 1950 : Botticelli
- 1951 : Paris aux yeux du monde
- 1951:  Quelques Français en Italie
- 1953 : La Provence
- 1954 : Images de France
- 1954 : Renoir
- 1955 : La Sicile
- 1955 : Les Impressionnistes
- 1956 :  Édouard Manet
- 1956 : Rome
- Póstuma, 1968 : L'Art est délectation[91]